# Mihajlo Mitić
Mihajlo Mitić (ur. 17 września 1990 w Veliko Gradište) – serbski siatkarz, grający na pozycji rozgrywającego.

## Sukcesy klubowe
Puchar Serbii:
- 2009, 2011[3], 2013

Mistrzostwo Serbii:
- 2012, 2013
- 2010
- 2009, 2011

Superpuchar Serbii:
- 2011, 2012

Memoriał Zdzisława Ambroziaka:
- 2013

Wicemistrzostwo Włoch:
- 2014

Liga Mistrzów:
- 2017

## Sukcesy reprezentacyjne
Liga Światowa:
- 2010

Mistrzostwa Europy:
- 2011

## Nagrody indywidualne
- 2013: Najlepszy rozgrywający Memoriału Zdzisława Ambroziaka